# Rakiura-Nationalpark
Der Rakiura-Nationalpark (englisch Rakiura National Park) ist Neuseelands südlichster Nationalpark. Er befindet sich auf der kaum bewohnten Stewartinsel, die der neuseeländischen Südinsel vorgelagert ist. Der am 9. März 2002 gegründete Rakiura-Nationalpark ist der jüngste aller 14 Parks Neuseelands.

## Geographie
Mit einer Größe von 157.000 Hektar Land bedeckt der Nationalpark rund 85 % der gesamten Insel von Stewart Island. An Höhenlagen reicht der Park von Meereshöhe an bis auf 981 m. Der Nationalpark liegt nur etwa 30 km vor der Küste des neuseeländischen „Festlandes“ und zeichnet sich doch durch eine sehr eigene Naturlandschaft aus.  Dies liegt unter anderem daran, dass die Foveaux-Straße, die die Insel vom Rest des Landes trennt, mit ihrem oft stürmischen Wetter und kaltem, unruhigen Wasser eine starke Isolation bedeutet („Roaring Forties“).  Die Insel erlebt oft aus dem Südlichen Ozean einbrechende Schlechtwetterfronten und ist daher nur für solchen Klimaverhältnissen angepasste Arten als Lebensraum geeignet.
Durch den Nationalpark führt der Wanderweg Rakiura Track.

## Beschreibung

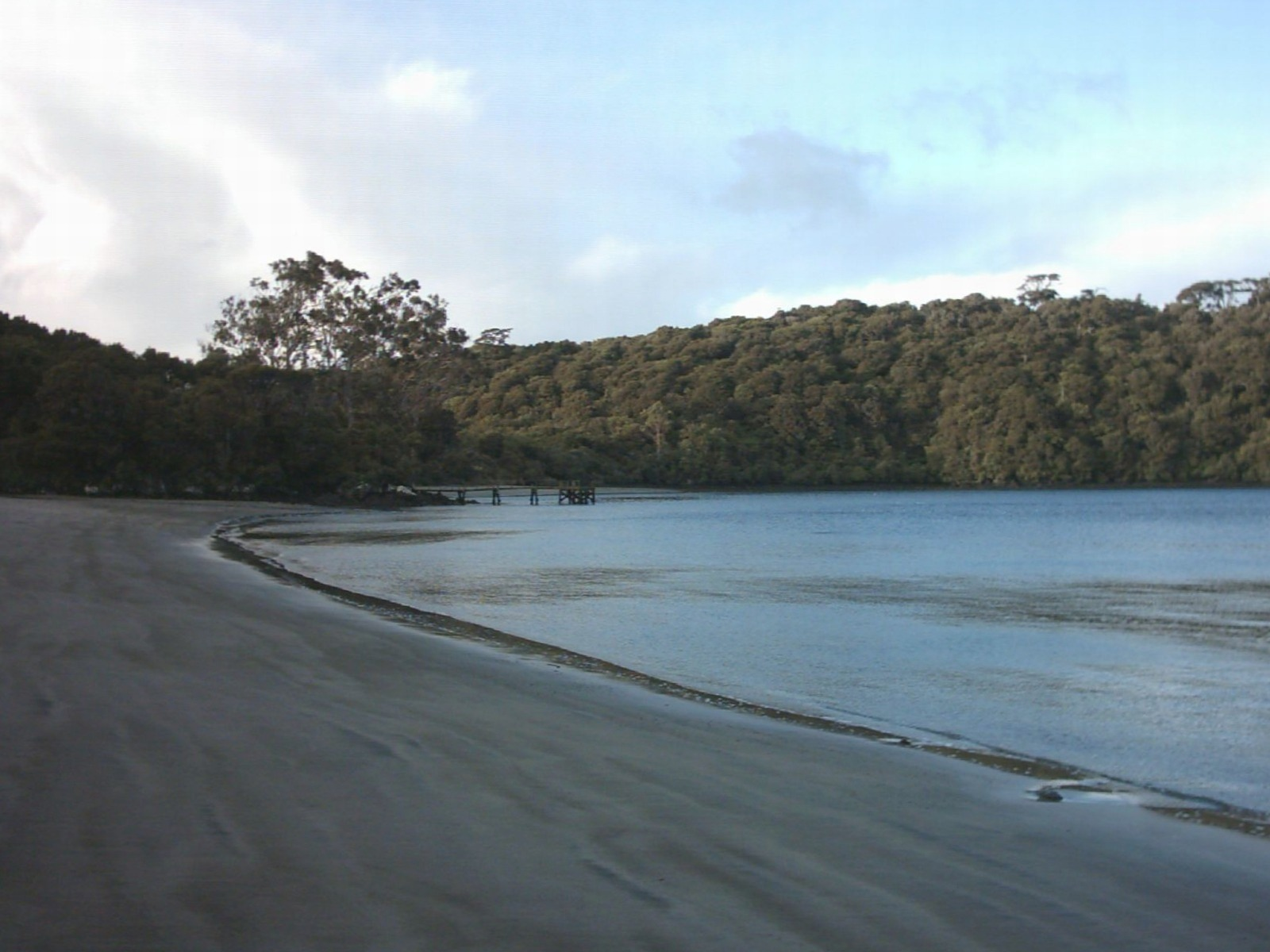
Port Hut am Rakiura Track

Einen hohen konservatorischen Wert hat der Rakiura-Nationalpark nicht nur, weil die Insel durch ihre periphere Lage von größeren menschlichen Eingriffen verschont geblieben ist, sondern auch durch die große landschaftliche Vielfalt auf relativ kleiner Fläche. So finden sich an der Westküste felsige Klippen, die von Sandstränden unterbrochen werden, während die Ostseite der Insel von drei, teils tief in die Insel ragenden, Meeresbuchten stark gegliedert wird. Auch der Nord- und der Südteil der Insel unterscheiden sich stark; sie werden durch das Freshwater Valley getrennt. Im Binnenland des Nationalparks gibt es ausgedehnte Sumpfgebiete wie auch Waldgebiete neben Bergen, die bis knapp 1000 Höhenmeter aufragen. Rakiura ist Lebensraum zahlreicher einheimischer Vogelarten, darunter auch endemische und solche, die auf den neuseeländischen Hauptinseln ausgestorben oder stark dezimiert sind wie zum Beispiel der Kakapo (Strigops habroptilus), ein nachtaktiver, flugunfähiger Papagei.
„Rakiura“ bedeutet in der Sprache der Māori „Das Land der glühenden Himmel“, was sich auf das hier auftretende Polarlicht und die spektakulären Sonnenuntergänge bezieht.
In Oban/Halfmoon Bay, dem einzigen bewohnten Ort der Insel, ist ein Besucherzentrum mit Informationen über den Park und seine Natur eingerichtet. Es gibt 245 km Wanderwege sowie einige Hütten für mehrtägige Hiking-Touren.